# L'Entarté
Pistes de Boucan d'enfer
Baltique Boucan d'enfer
L'Entarté est une chanson de Renaud, extraite de l'album Boucan d'enfer.
Elle tourne en ridicule Bernard-Henri Lévy qui a été victime d'entartage (ou « attentat pâtissier ») à sept reprises de la part de Noël Godin (dit Le Gloupier). Renaud lui reproche entre autres sa surmédiatisation, sa prétention et son manque d'humour. L'avocat de BHL a demandé à voir le texte de la chanson avant la sortie de l'album et BHL, en possession du texte, aurait alors déclaré « Je suis beau joueur, j'ai de l'humour, je laisse faire ».